# Liste der Baudenkmale in Loitz
In der Liste der Baudenkmale in Loitz sind alle denkmalgeschützten Bauten der Stadt Loitz (Mecklenburg-Vorpommern) und ihrer Ortsteile aufgelistet. Grundlage ist die Veröffentlichung der Denkmalliste des Kreises Demmin mit dem Stand vom 18. Dezember 1996.

## Baudenkmale nach Ortsteilen

### Loitz
| ID | Lage                                         | Bezeichnung                                                   | Beschreibung | Bild                                                          |
| -- | -------------------------------------------- | ------------------------------------------------------------- | --- | ------------------------------------------------------------- |
|    | Am Kiewitt                                   | ehem. HJ-Heim (Vereinshaus) mit Kohleschuppen                 | |                                                               |
|    | (Karte)                                      | Bahnhof mit Empfangsgebäude, Güterschuppen und Bahnwärterhaus | 2-gesch. verputztes Fachwerkhaus mit 1-gesch. Fachwerkanbau, beide mit Krüppelwalmdächern, heute Gaststätte | Bahnhof mit Empfangsgebäude, Güterschuppen und Bahnwärterhaus |
|    | Breite Straße 131 (Karte)                    | Haustür                                                       | |                                                               |
|    | Breite Straße 144 (Karte)                    | Wohn- und Geschäftshaus mit Hinterhofbebauung                 | |                                                               |
|    | Breite Straße 149 (Karte)                    | Haustür                                                       | |                                                               |
|    | Breite Straße 150 (Karte)                    | Wohnhaus                                                      | | Wohnhaus                                                      |
|    | Frohnergasse 60 (Karte)                      | Hospiz                                                        | | Hospiz                                                        |
|    | Goethestraße 64/Ecke Palmstraße (Karte)      | Wohn- und Geschäftshaus                                       | | Wohn- und Geschäftshaus                                       |
|    | Goethestraße (Karte)                         | Lutherkirche (ehemalige Kapelle St. Jürgen)                   | Früher mittelalterliche Hospitalkapelle, 1619 neue Friedhofskapelle mit Renaissanceportal (erhalten), 1857 renoviert als Kirche. | Lutherkirche (ehemalige Kapelle St. Jürgen)                   |
|    | Goethestraße / Am Postberg 261a (Karte)      | Post                                                          | Alte Post vom Ende des 19. Jh., heute Büronutzungen | Post                                                          |
|    | Goethestraße                                 | Produktionsgebäude „Mühlenbau“                                | |                                                               |
|    | Greifswalder Straße 243 (Karte)              | Wohnhaus                                                      | |                                                               |
|    | Greifswalder Straße 244 (Karte)              | Wohnhaus                                                      | | Wohnhaus                                                      |
|    | Heilgeiststraße 194 (Karte)                  | ehemalige Heiliggeistkapelle                                  | | ehemalige Heiliggeistkapelle                                  |
|    | Heilgeiststraße (Karte)                      | Wohnhaus, links neben 192                                     | | Wohnhaus, links neben 192                                     |
|    | (Karte)                                      | Kirche St. Marien                                             | Dreischiffige, gotische, fünfjochige, verputzte Kirche, im Kern vom 13. Jahrhundert, mit tiefgreifenden Veränderungen um 1600 sowie im 17. und 19. Jahrhundert 5-gesch. Westturm, 1621 ausgebaut und 1832 neu aufgemauert, mit welscher Glockenhaube und Laterne. Barocker Altaraufsatz von 1720, Kanzel von um 1810, Orgel von 1941. | Kirche St. Marien                                             |
|    | Lange Straße 38 (Karte)                      | Wohnhaus                                                      | |                                                               |
|    | Lange Straße 41 (Karte)                      | Haustür mit Balken 1785                                       | | Haustür mit Balken 1785                                       |
|    | Lange Straße 45 (Karte)                      | Wohnhaus                                                      | Das Haus wurde 2017 abgerissen |                                                               |
|    | Lange Straße 45 (in der Hofeinfahrt) (Karte) | Meilenstein (Meilenobelisk)                                   | | Meilenstein (Meilenobelisk)                                   |
|    | Lange Straße 46 (Karte)                      | Wohnhaus                                                      | |                                                               |
|    | Lange Straße 51 (Karte)                      | Fassade                                                       | |                                                               |
|    | Lange Straße 53 (Karte)                      | Fassade                                                       | | Fassade                                                       |
|    | Lange Straße 68 (Karte)                      | ehemalige Schule                                              | | ehemalige Schule                                              |
|    | Lange Straße 94 (Karte)                      | Wohnhaus                                                      | | Wohnhaus                                                      |
|    | Markt (Karte)                                | Rathaus                                                       | 2-gesch. 1995 sanierter Putzbau von 1787 mit Mittelrisalit und Mansarddach | Rathaus                                                       |
|    | Marktstraße 154 (Karte)                      | Wohnhaus                                                      | |                                                               |
|    | Marktstraße 157 (Karte)                      | ehemaliges Amtsgericht mit Mauer (Marktstraße 157)            | 2-gesch. Bau mit Mezzaningeschoss | ehemaliges Amtsgericht mit Mauer (Marktstraße 157)            |
|    | Marktstraße 158 (Karte)                      | Wohnhaus mit Anbau (Lange Straße)                             | |                                                               |
|    | Marktstraße 163 (Karte)                      | Wohnhaus                                                      | 2-gesch. um 1996/97 saniertes Geschäftshaus von 1884 mit verputztem Sockelgeschoss und Klinkerfassade im Obergeschoss | Wohnhaus                                                      |
|    | Marktstraße 166 (Karte)                      | ehemalige Superintendentur                                    | 1-gesch. barocker Bau von 1785 | ehemalige Superintendentur                                    |
|    | Marktstraße 178 (Karte)                      | Wohnhaus                                                      | | Wohnhaus                                                      |
|    | Marktstraße 187 (Karte)                      | Wohnhaus                                                      | |                                                               |
|    | Mühlenstraße (Karte)                         | 2-geschossiger Speicher                                       | Kleiner Speicher mit Fachwerk | 2-geschossiger Speicher                                       |
|    | Mühlenstraße (Karte)                         | 3-geschossiger Speicher                                       | Gebäude Am Speicher mit Fachwerk; heute Altenwohnanlage | 3-geschossiger Speicher                                       |
|    | Parkstraße (Karte)                           | Stadtpark, Sowjetisches Ehrenmal                              | | Stadtpark, Sowjetisches Ehrenmal                              |
|    | Parkstraße (Karte)                           | Stadtpark, Gedenkstein 1815/1915                              | | Stadtpark, Gedenkstein 1815/1915                              |
|    | Parkstraße (Karte)                           | Stadtpark, Kriegerdenkmal 1914/18 und 1939/45                 | | Stadtpark, Kriegerdenkmal 1914/18 und 1939/45                 |
|    | Peenestraße 5 (Karte)                        | Wohnhaus (ehemalige Bäckerei)                                 | | Wohnhaus (ehemalige Bäckerei)                                 |
|    | Peenestraße 8 (Karte)                        | Kaufmannshof                                                  | | Kaufmannshof                                                  |
|    | Peenestraße 14 (Karte)                       | Wohnhaus mit Nachbargebäude rechts                            | | Wohnhaus mit Nachbargebäude rechts                            |
|    | Peenestraße 19a (Karte)                      | Haustür                                                       | | Haustür                                                       |
|    | Peenestraße 35 (Karte)                       | ehemaliges Amtshaus                                           | | ehemaliges Amtshaus                                           |
|    | Schloßbergstraße 21a (Karte)                 | ehemalige Molkerei                                            | |                                                               |
|    | Steintorvorstadt 16 (Karte)                  | Schule                                                        | | Schule                                                        |
|    | (Karte)                                      | Wallanlagen mit Steintor und Stadtmauer                       | 2-gesch. Tor aus Backsteinen mit gotischer, spitzbogiger Durchfahrt vom 14. Jahrhundert auf Felssteinsockel; ehem. obiger Aufbau 1701 durch Brand zerstört, später Putzbau mit Satteldach | Wallanlagen mit Steintor und Stadtmauer                       |

### Düvier
| ID | Lage    | Bezeichnung                                  | Beschreibung                                                                                               | Bild                                         |
| -- | ------- | -------------------------------------------- | --- | -------------------------------------------- |
|    | (Karte) | Kapelle mit Glocke und Feldsteintrockenmauer | Achteckiger Putzbau von 1819/1820 mit Zeltdach und Segmentbogenfenster; separater stählerner Glockenstuhl. | Kapelle mit Glocke und Feldsteintrockenmauer |

### Gülzowshof
| ID | Lage                 | Bezeichnung                    | Beschreibung | Bild           |
| -- | -------------------- | ------------------------------ | --- | -------------- |
|    | (Karte)              | Gutsanlage mit Gutshaus Nr. 34 | 2-gesch., 13-achs. unsanierter Putzbau, Mitte des 18. Jh., mit zwei Flügelbauten, nach 1945 Fassadendekoration entfernt; Gut u. a. bis 1945 der Familie Hans von Bonin    |                |
|    |                      | Gutsanlage mit Fachwerkstall   | |                |
|    |                      | Gutsanlage mit Stallspeicher   | 3-gesch. Bau: EG: Backstein, OGs: Holz |                |
|    | (Karte)              | Kirche mit Feldsteinmauer      | Neugotischer einschiffiger Backsteinbau von 1841 bis 1900, eingezogener Chor mit geradem Abschluss, Turm mit quadr. Spitzhelm; Orgel und Kirchengestühl vom Vorgängerbau. | Weitere Bilder |
|    |                      | Kriegerdenkmal und Eiche       | |                |
|    | Dorfstraße 8 (Karte) | Küsterschule                   | |                |
|    | Dorfstraße 13/14     | Wohnhaus (Fachwerk)            | |                |

### Rustow
| ID | Lage             | Bezeichnung                          | Beschreibung                                                                | Bild |
| -- | ---------------- | ------------------------------------ | --------------------------------------------------------------------------- | ---- |
|    | Friedhof (Karte) | Kapelle                              |                                                                             |      |
|    | (Karte)          | Gutshaus mit Park und Bärenfelsallee | Klassizistischer, sanierter, 2-gesch. 7-achs. Putzbau von 1808 mit Walmdach |      |

### Schwinge
| ID | Lage | Bezeichnung | Beschreibung | Bild |
| -- | ---- | ----------- | ------------ | ---- |
|    |      | Gutshaus    |              |      |

### Sophienhof
| ID | Lage          | Bezeichnung                                       | Beschreibung               | Bild                                              |
| -- | ------------- | ------------------------------------------------- | -------------------------- | ------------------------------------------------- |
|    | Dorfstraße 49 | Wohnhaus                                          |                            |                                                   |
|    | (Karte)       | Kirche und Glockenstuhl mit Feldsteintrockenmauer | Kleiner, sanierter Putzbau | Kirche und Glockenstuhl mit Feldsteintrockenmauer |
|    |               | Kriegerdenkmal (Friedhof)                         |                            |                                                   |
|    |               | Pfarrhaus                                         |                            |                                                   |

### Vorbein
| ID | Lage    | Bezeichnung                                                           | Beschreibung                  | Bild                                              |
| -- | ------- | --------------------------------------------------------------------- | ----------------------------- | ------------------------------------------------- |
|    | (Karte) | Kapelle mit Feldsteintrockenmauer und sechzehn Grabstelen 18./19. Jh. | Putzbau mit Walmdach von 1816 | Weitere Bilder                                    |
|    | (Karte) | Gedenkstein an die Beendigung der Leibeigenschaft                     |                               | Gedenkstein an die Beendigung der Leibeigenschaft |
|    | (Karte) | Kriegerdenkmal 1914/1918                                              |                               | Kriegerdenkmal 1914/1918                          |
|    | (Karte) | Wohnhaus aus Fachwerk gegenüber der Kapelle                           |                               | Wohnhaus aus Fachwerk gegenüber der Kapelle       |

### Zeitlow
| ID | Lage | Bezeichnung      | Beschreibung | Bild |
| -- | ---- | ---------------- | ------------ | ---- |
|    |      | Feldsteinscheune |              |      |

## Ehemalige Baudenkmale
| ID | Lage    | Bezeichnung                                 | Beschreibung                                                     | Bild                                        |
| -- | ------- | ------------------------------------------- | ---------------------------------------------------------------- | ------------------------------------------- |
|    | (Karte) | Brücke über die Peene mit Brückenwärterhaus | Die Brücke wurde 2011 abgerissen und durch einen Neubau ersetzt. | Brücke über die Peene mit Brückenwärterhaus |

## Quelle
- Bericht über die Erstellung der Denkmallisten sowie über die Verwaltungspraxis bei der Benachrichtigung der Eigentümer und Gemeinden sowie über die Handhabung von Änderungswünschen (Stand: Juni 1997)